# Planeta de classe M

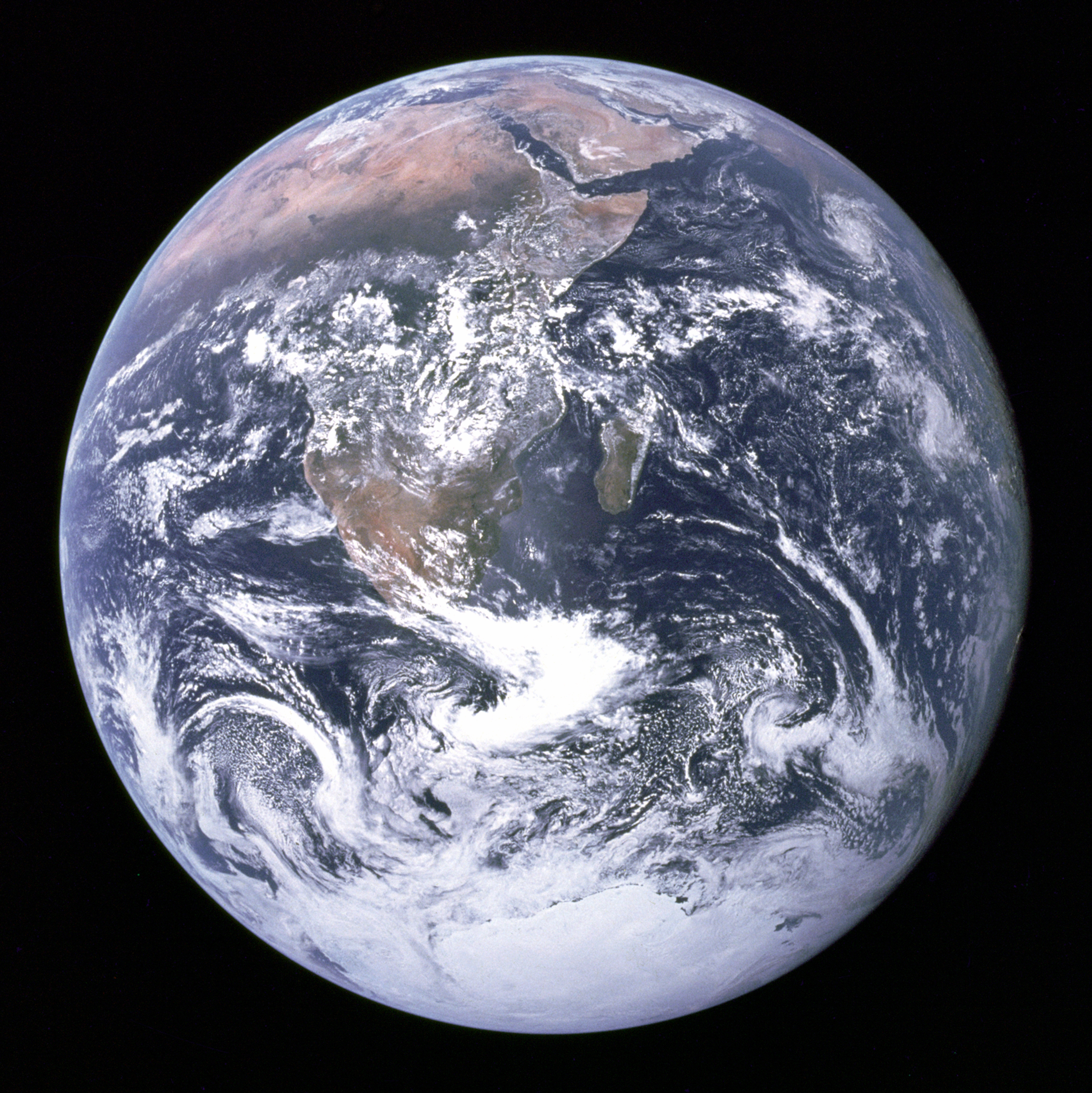
La Terra, és un exemple de planeta de classe M.

Els planetes de classe M a l'univers de Star Trek aquells planetes que poden ostentar vida per organismes humanoides.
Les seves atmosferes comprenen nitrogen i oxigen, i tenen una abundància d'aigua en estat líquid necessari per a la vida basada en carboni d'existir. Aquests planetes sustenten vida animal, vegetal i a vegades éssers intel·ligents. La Terra és un exemple d'un planeta de classe M, altres planetes de classe M que apareixen al llarg de la franquícia inclouen Vulcà, Cardassia Primer, Bajor, Betazed, Ròmul, i Qo'noS.